# Горња Племеншћина
Горња Племеншћина је насељено место у саставу града Преграде у Крапинско-загорској жупанији, Хрватска. До територијалне реорганизације у Хрватској налазила се у саставу старе општине Преграда.

## Становништво
На попису становништва 2011. године, Горња Племеншћина је имала 273 становника.

## Попис1991.
На попису становништва 1991. године, насељено место Горња Племеншћина је имало 321 становника, следећег националног састава:
| Попис 1991.‍  | Попис 1991.‍  | Попис 1991.‍ | Попис 1991.‍ | Попис 1991.‍ |
| ------------ | ------------ | ----------- | ----------- | ----------- |
|              |              |             |             |             |
| Хрвати       | Хрвати       |             | 318         | 99,06%      |
| Словенци     | Словенци     |             | 1           | 0,31%       |
| остали       | остали       |             | 1           | 0,31%       |
| неопредељени | неопредељени |             | 1           | 0,31%       |
| укупно: 321  |              |             |             |             |